# Kekeya He
Kekeya He är ett vattendrag i Kina. Det ligger i den autonoma regionen Xinjiang, i den nordvästra delen av landet, omkring 220 kilometer öster om regionhuvudstaden Ürümqi.
Genomsnittlig årsnederbörd är 121 millimeter. Den regnigaste månaden är juni, med i genomsnitt 20 mm nederbörd, och den torraste är januari, med 3 mm nederbörd.